# France Gorše

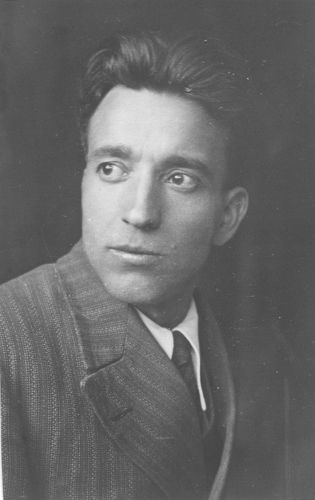
France Gorše

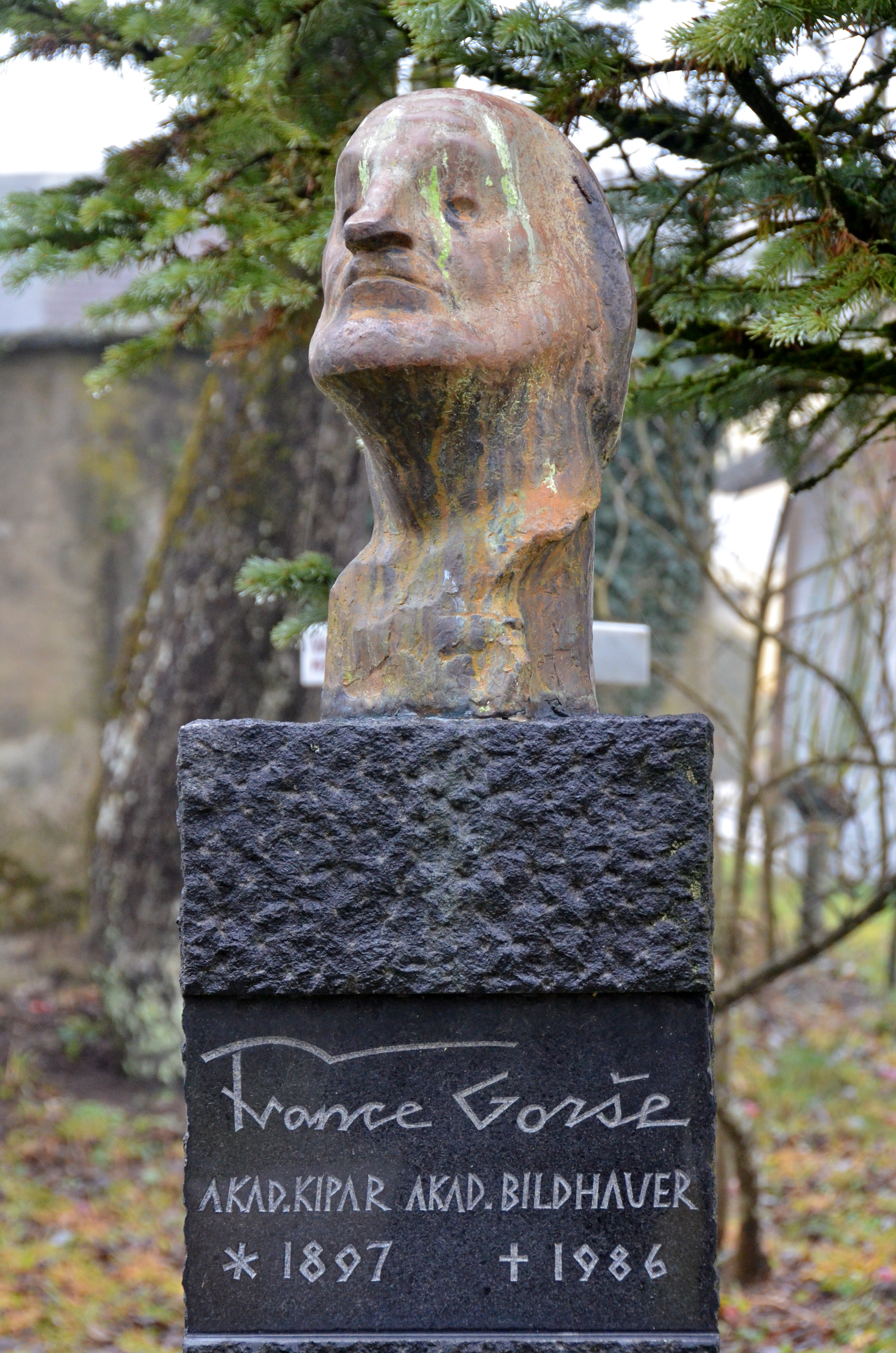
Selbstporträt France Gorše

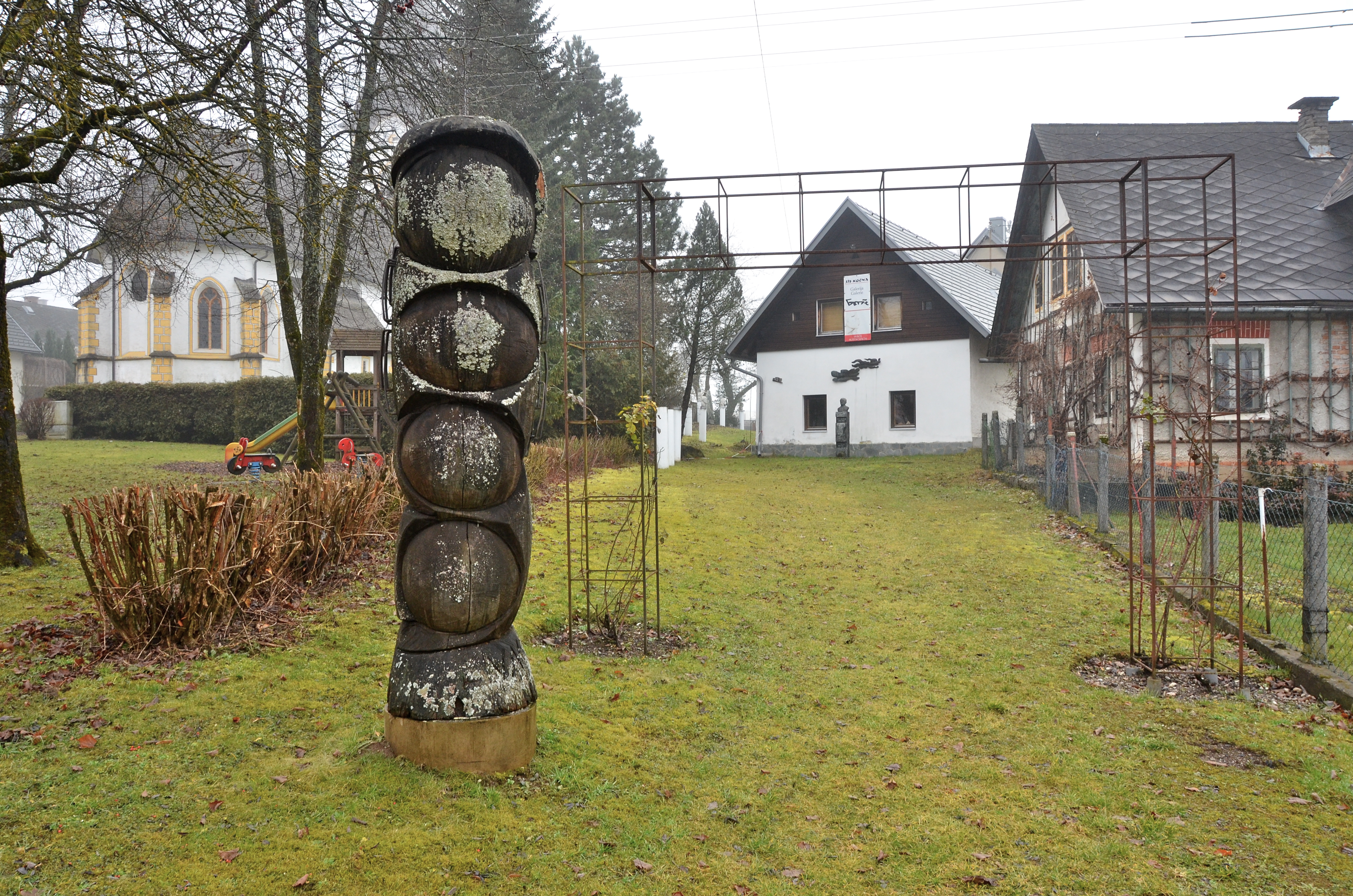
Atelier und Kunstgalerie in Suetschach/Feistritz

France Gorše (* 26. September 1897 in Zamostec/Sodražica; † 2. August 1986 in Golnik/Kranj) war ein slowenischer Bildhauer.

## Leben
France Gorše wurde als siebentes von zwölf Kindern in der Familie des Buchbinders Martin und der Hausfrau Margaret Gorše (Mädchenname Brinšek) geboren. Er besuchte die öffentliche Schule in Sodražica (1908–1912) und die Kunstgewerbeschule in Ljubljana bei Aloysius Repiču (1912–1914). Während des Ersten Weltkriegs war er ein österreichischer Soldat an der italienischen Front, zu Kriegsende in der Nähe von Pordenone. Im Jahr 1920 schrieb er sich an der Akademie der bildenden Künste der Universität Zagreb ein. Er studierte bei Rudolf Valdec, Robert Frangeš und Ivan Meštrović, wo er 1925 das Examen ablegte. Nach dem Studium reiste er viel (Venedig, Padua, Mailand, Florenz, Rom und Prag) und im selben Jahr zog er zu seinem Bruder Martin, Kaplan in Dolnje Vreme. Zwischen 1926 und 1928 lebte er in Triest, dann zog er nach Görz, wo er ein Atelier einrichtete, und im Jahre 1931 nach Ljubljana, wo er bis 1945 wirkte. 
1934 wurde er zum Sekretär des Verbandes der slowenischen Künstler gewählt. Während des Zweiten Weltkriegs eröffnete er in Ljubljana eine private Kunstschule. Unter seinen Studenten waren auch: Drago Tršar, Marijan Tršar, Borcic Bizovičar und Milan Bizovičar. Im Jahr 1945 kehrte er nach Triest zurück, wo er am slowenischen Gymnasium unterrichtete. 
Im Jahr 1952 emigrierte France Gorše in die Vereinigten Staaten, zuerst nach Cleveland und dann nach New York. Fast zwei Jahrzehnte verbrachte er in den USA, ehe er im Jahr 1971 nach Slowenien zurückkehrte. 
Aufgrund des Widerstands des damaligen Regimes, das eine bereits vorbereitete Ausstellung seiner Werke im  Kloster Kostanjevica verhinderte, verließ der Künstler Slowenien, ging er als Pensionist nach Kärnten, wo er in Trögern (slowenisch Korte) eine Zeitlang blieb. Damals schuf er für die Marienkirche in Maribor einen Kreuzweg.
Am 25. Mai 1973 ließ er sich im Rosental nieder, wo er im selben Jahr aus dem alten Bauernhaus vulgo Vrbnik neben der Pfarrkirche von Suetschach sein eigenes Atelier und Galerie schuf. Im Park vor seinem Atelier steht eine Reihe von Büsten, welchen er in einen einzigartigen Kulturpark verwandelte. Unter den Plastiken der wichtigsten kulturellen Persönlichkeiten Kärntens befindet sich auch sein Selbstporträt. Im Jahr 1974 eröffnete er an seinem Wohnsitz sein neues Studio, wo er im darauf folgenden Jahr die Dauerausstellung seiner Werke einrichtete.
France Gorše hinterließ seine gesamte Galerie mit Kulturpark dem slowenischen Kulturverein Kočna in Suetschach. Seit 1992 präsentiert das  Božidar Jakac Kunstmuseum im Kloster Kostanjevica (Slowenien) Werke des Künstlers in der ständigen Ausstellung.

## Rezeption
1997 gab die Slowenische Post eine Briefmarke (80 SIT) mit dem Motiv seiner Skulptur Bäuerin heraus.

## Bildergalerie

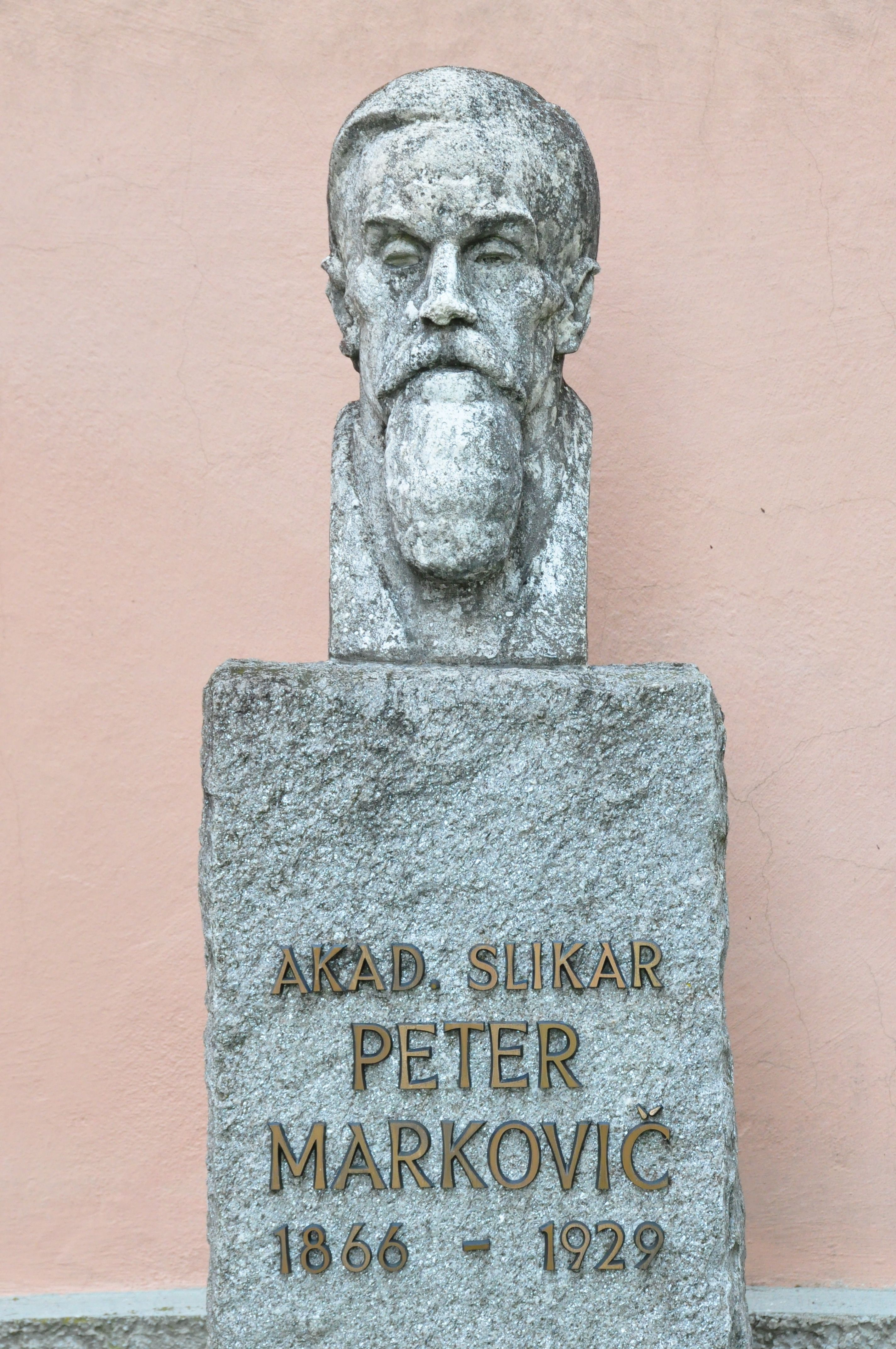
Büste des akademischen Malers Peter Markovič an der Pfarrkirche in Rosegg (Kärnten)
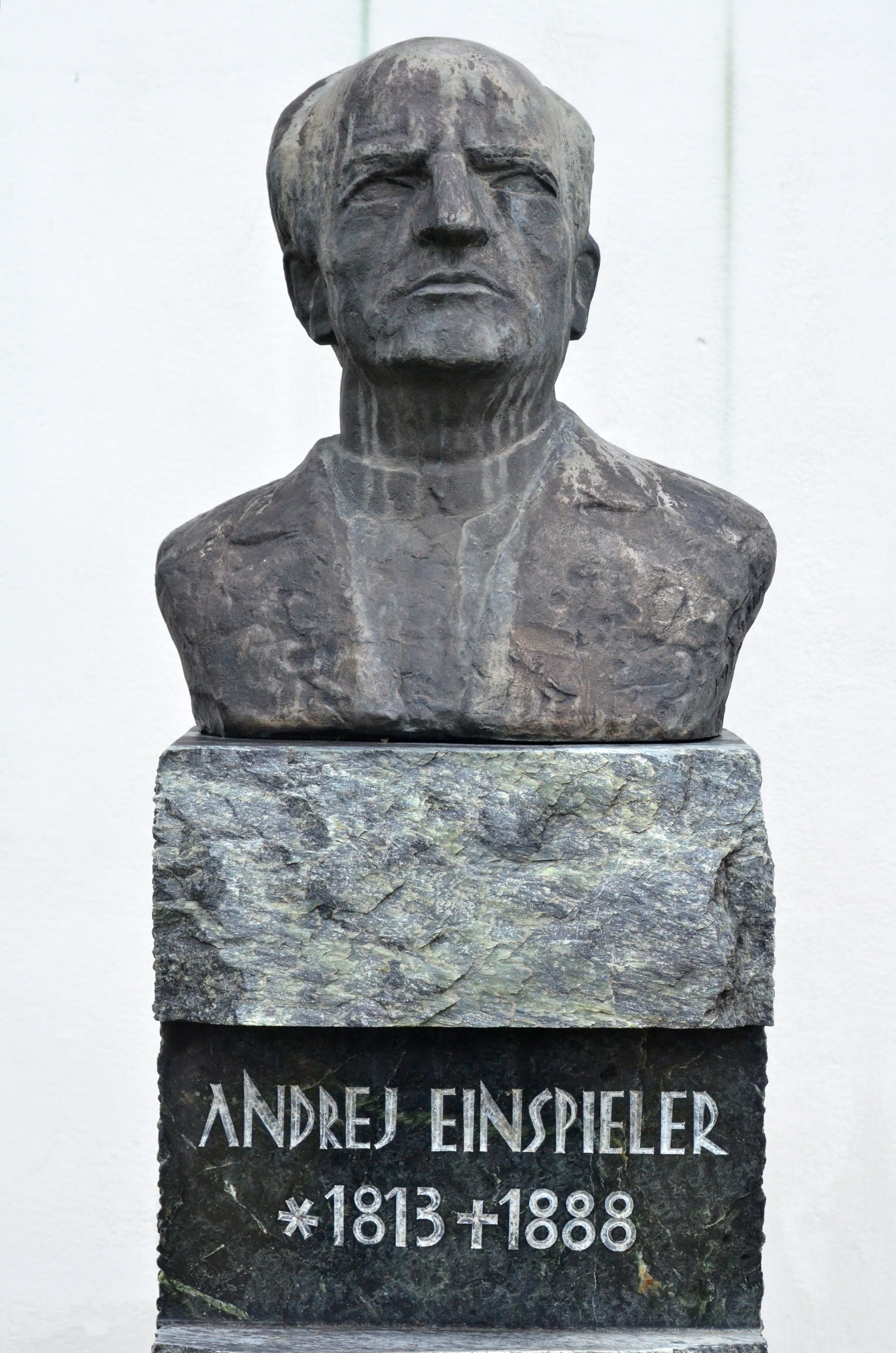
Büste des Politikers und Priesters Andrej Einspieler im Kulturpark Suetschach (Kärnten)
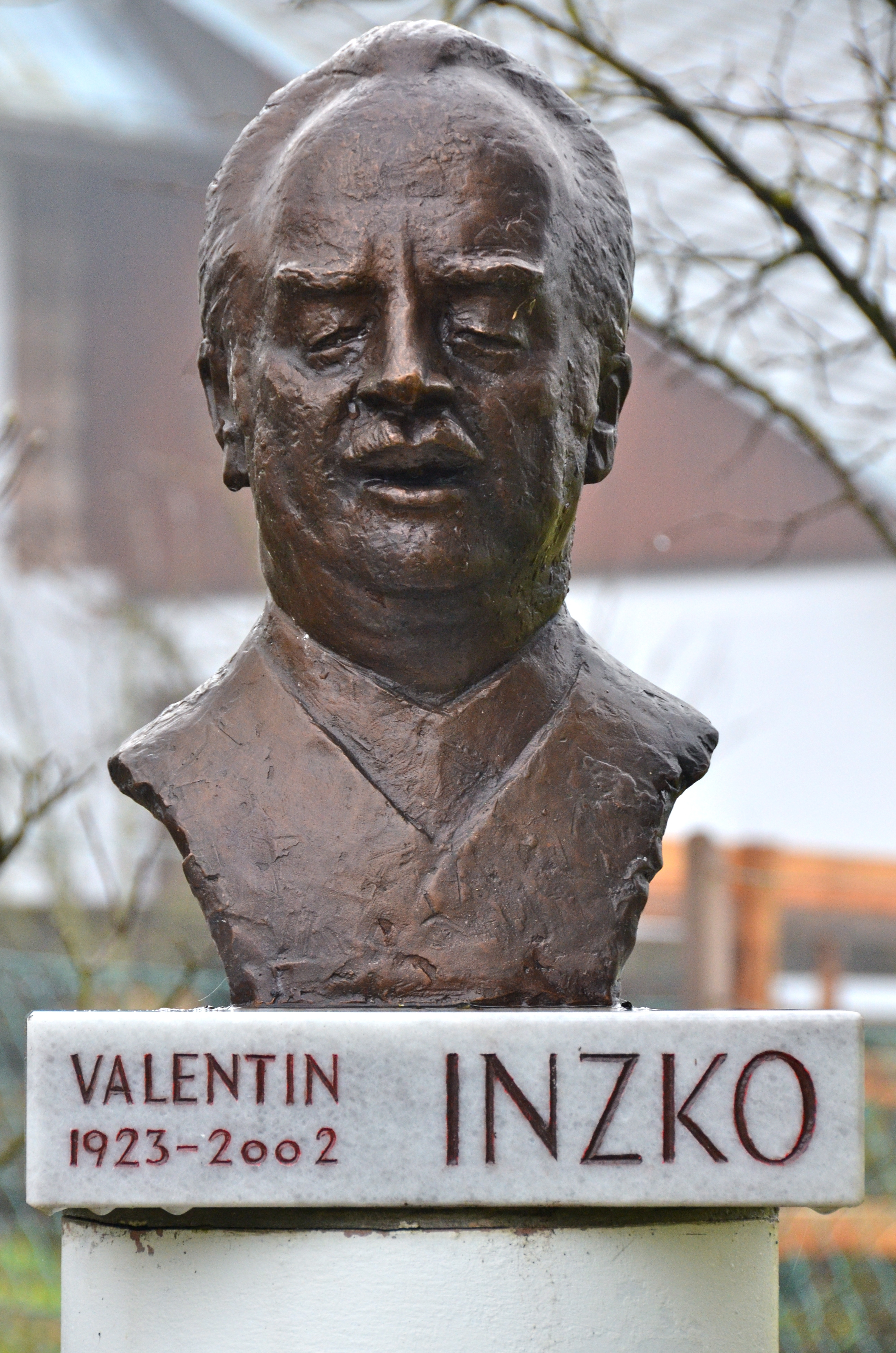
Büste des Valentin Inzko senior im Kulturpark Suetschach (Kärnten)
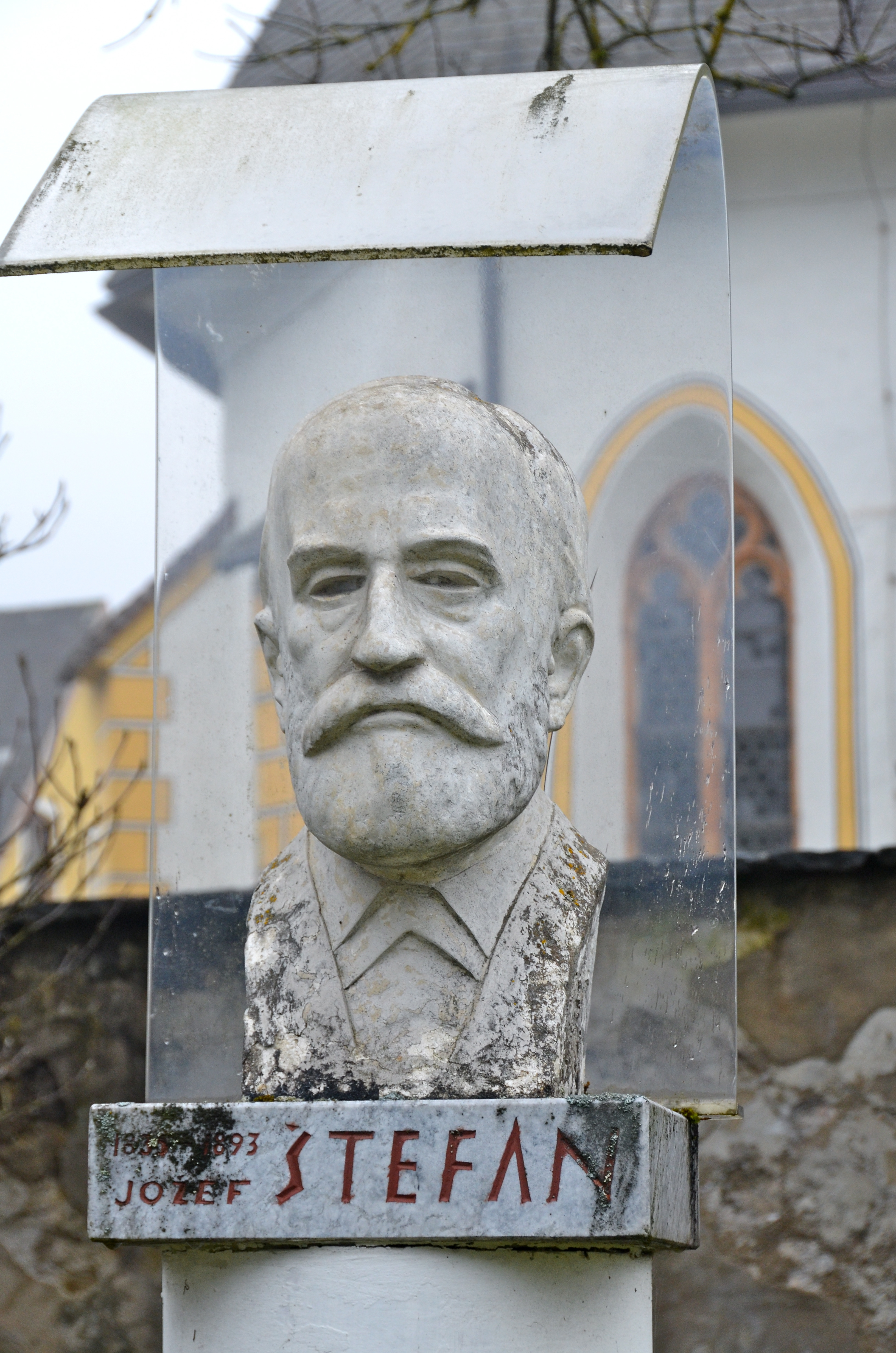
Büste des Jožef Štefan im Kulturpark Suetschach (Kärnten)
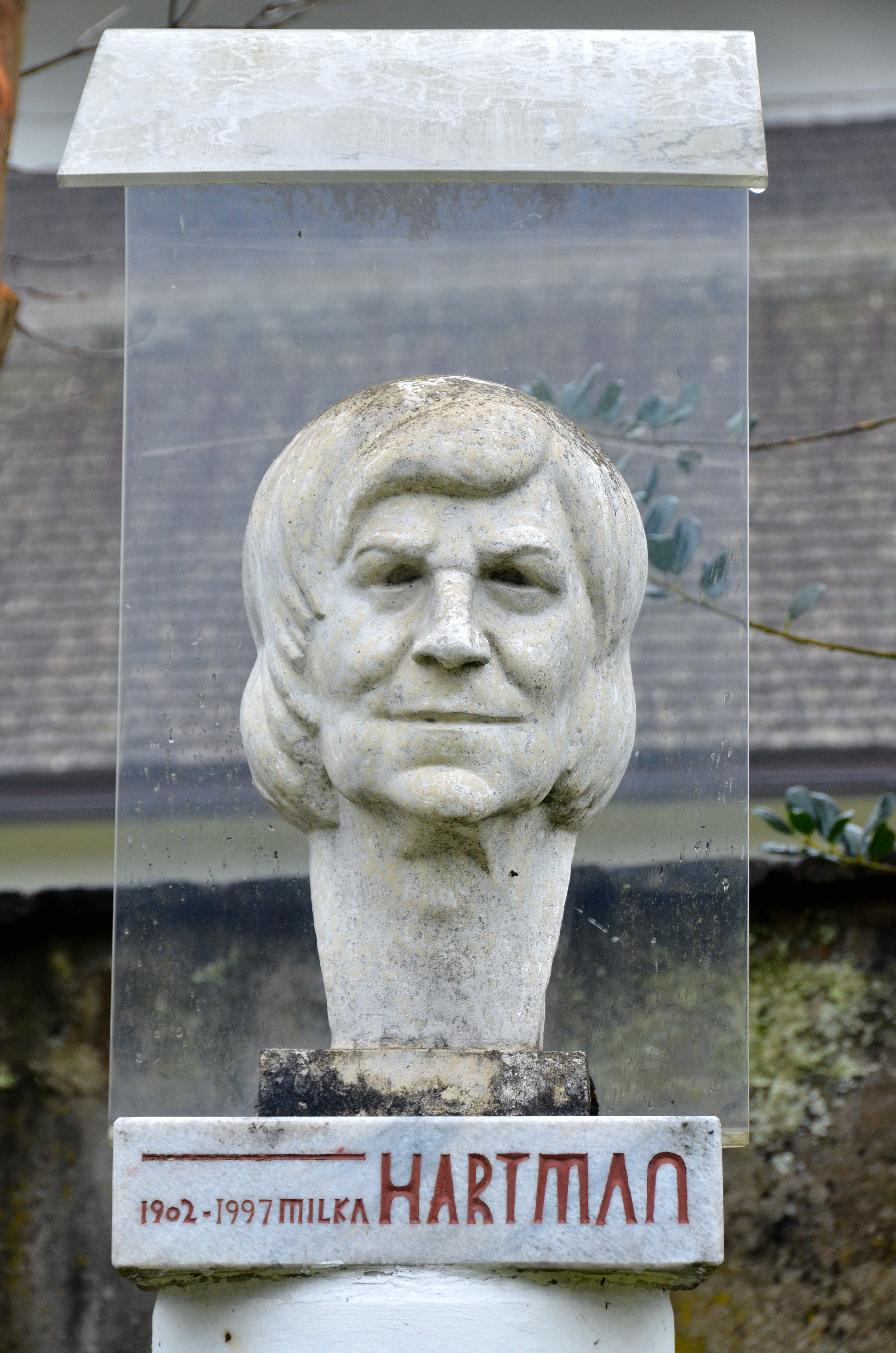
Büste der Milka Hartman im Kulturpark Suetschach (Kärnten)
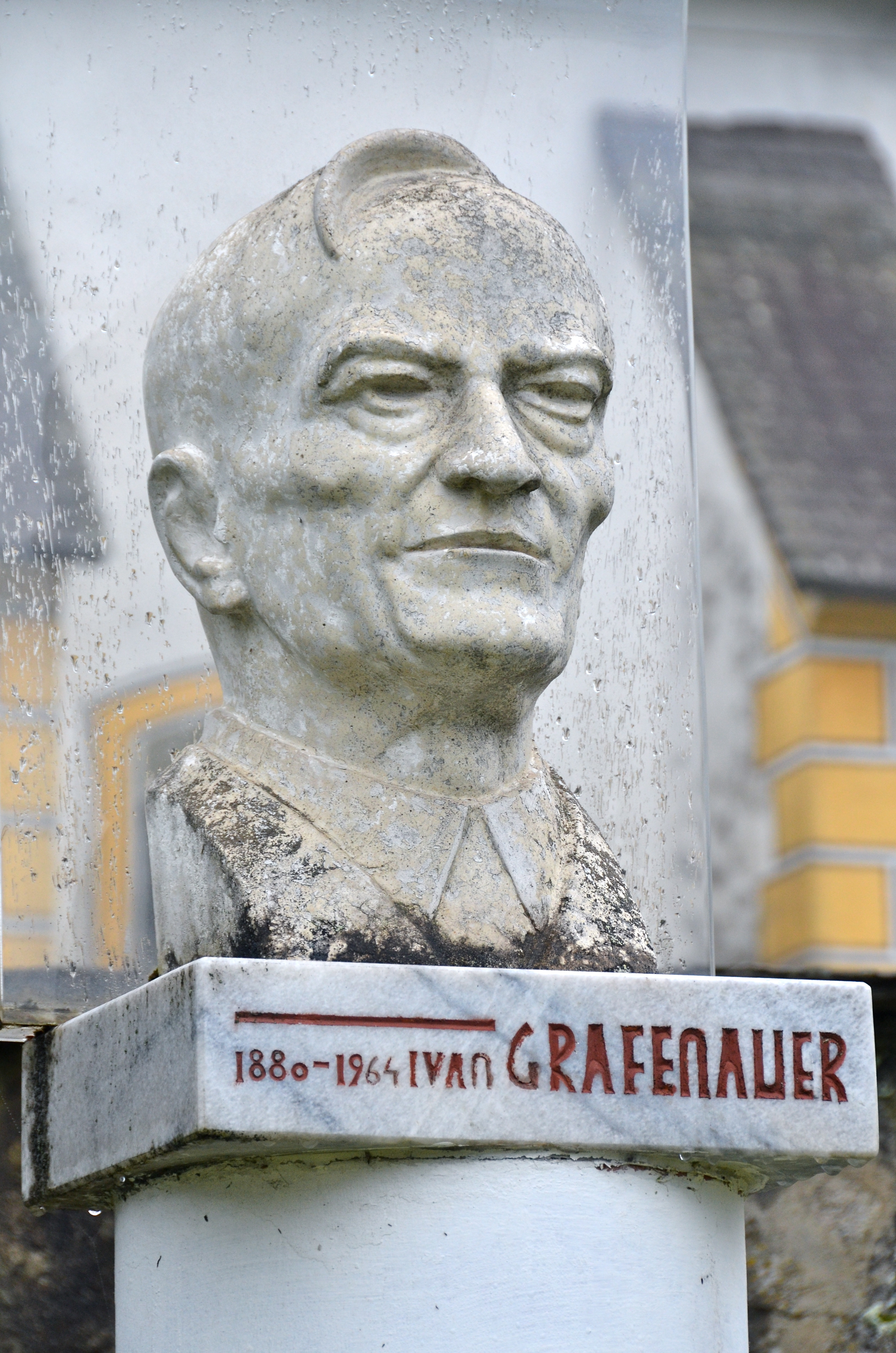
Büste des Ivan Grafenauer im Kulturpark Suetschach (Kärnten)
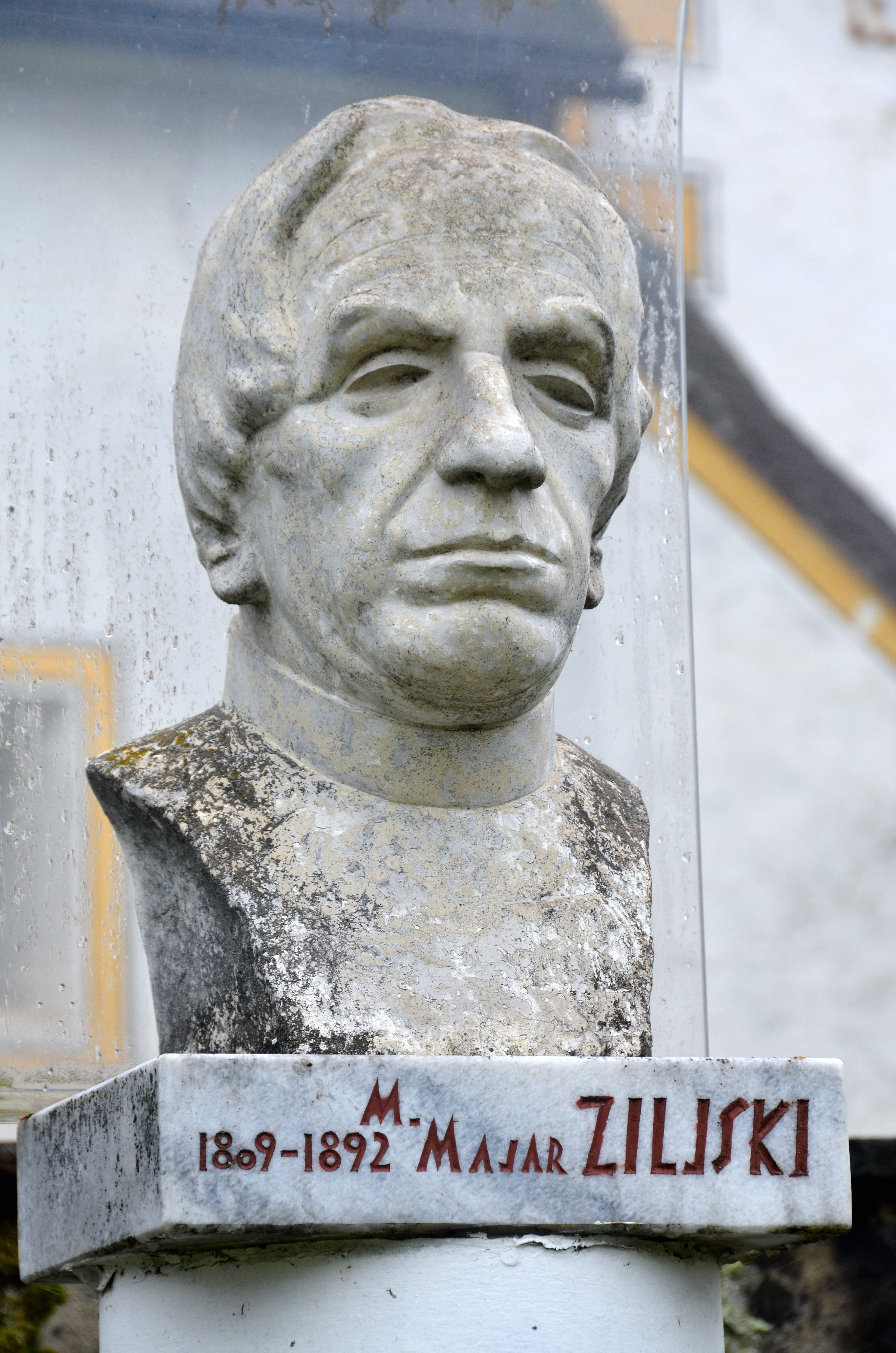
Büste des Matija Majar-Ziljski im Kulturpark Suetschach (Kärnten)
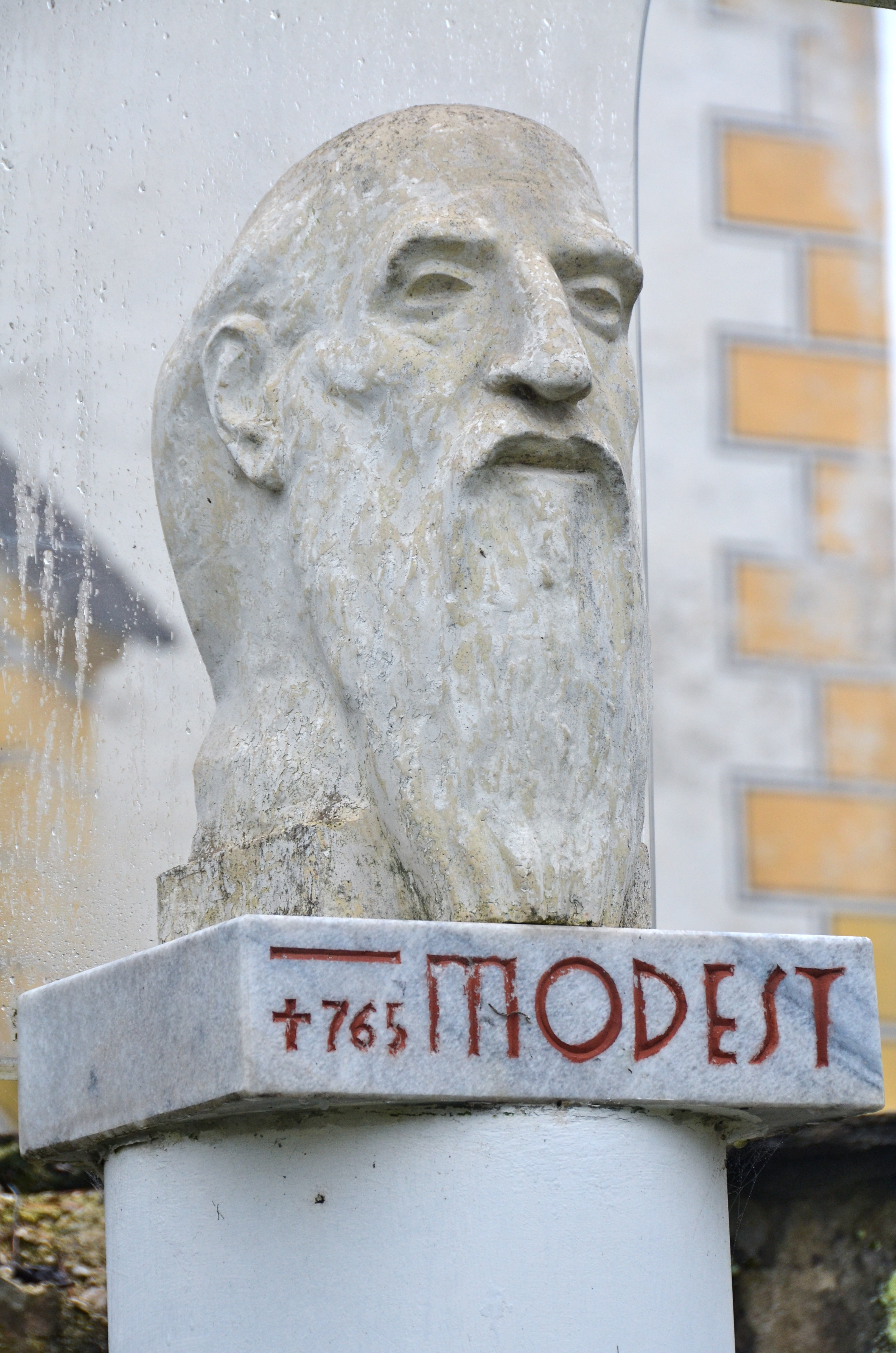
Büste des Bischofs Modestus im Kulturpark Suetschach (Kärnten)
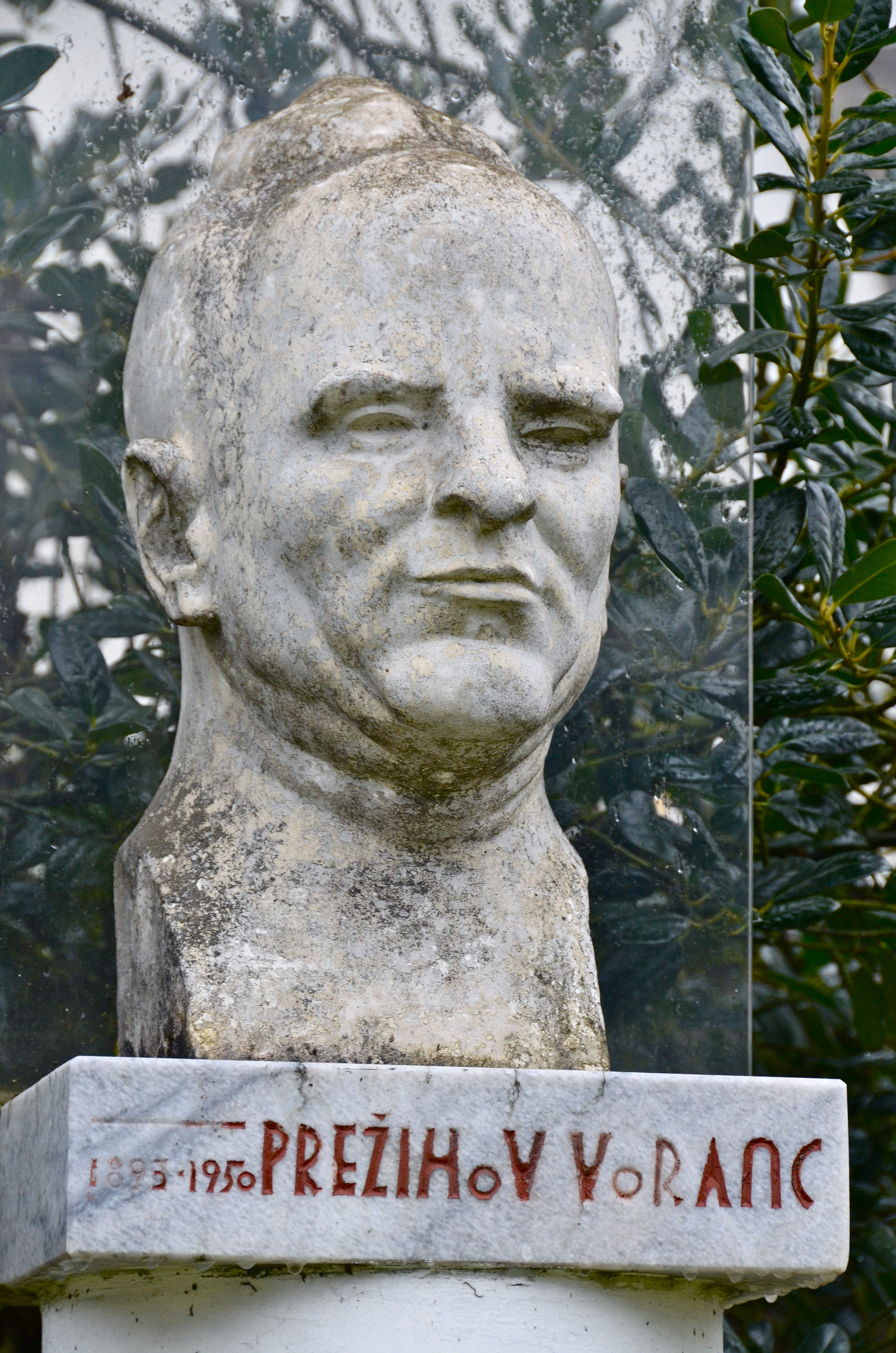
Büste von Prežihov Voranc im Kulturpark Suetschach (Kärnten)
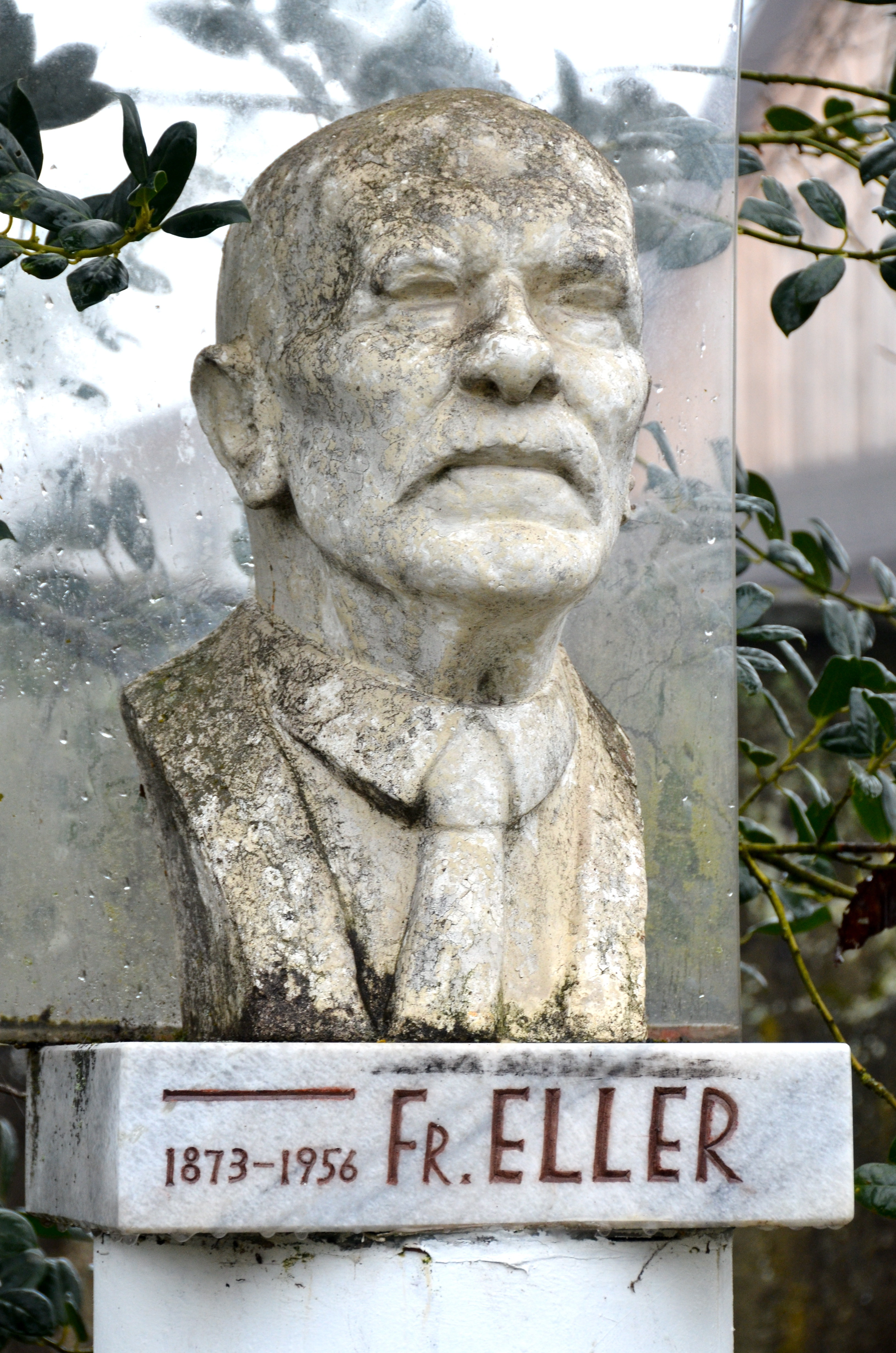
Büste von Fr. Eller im Kulturpark Suetschach (Kärnten)
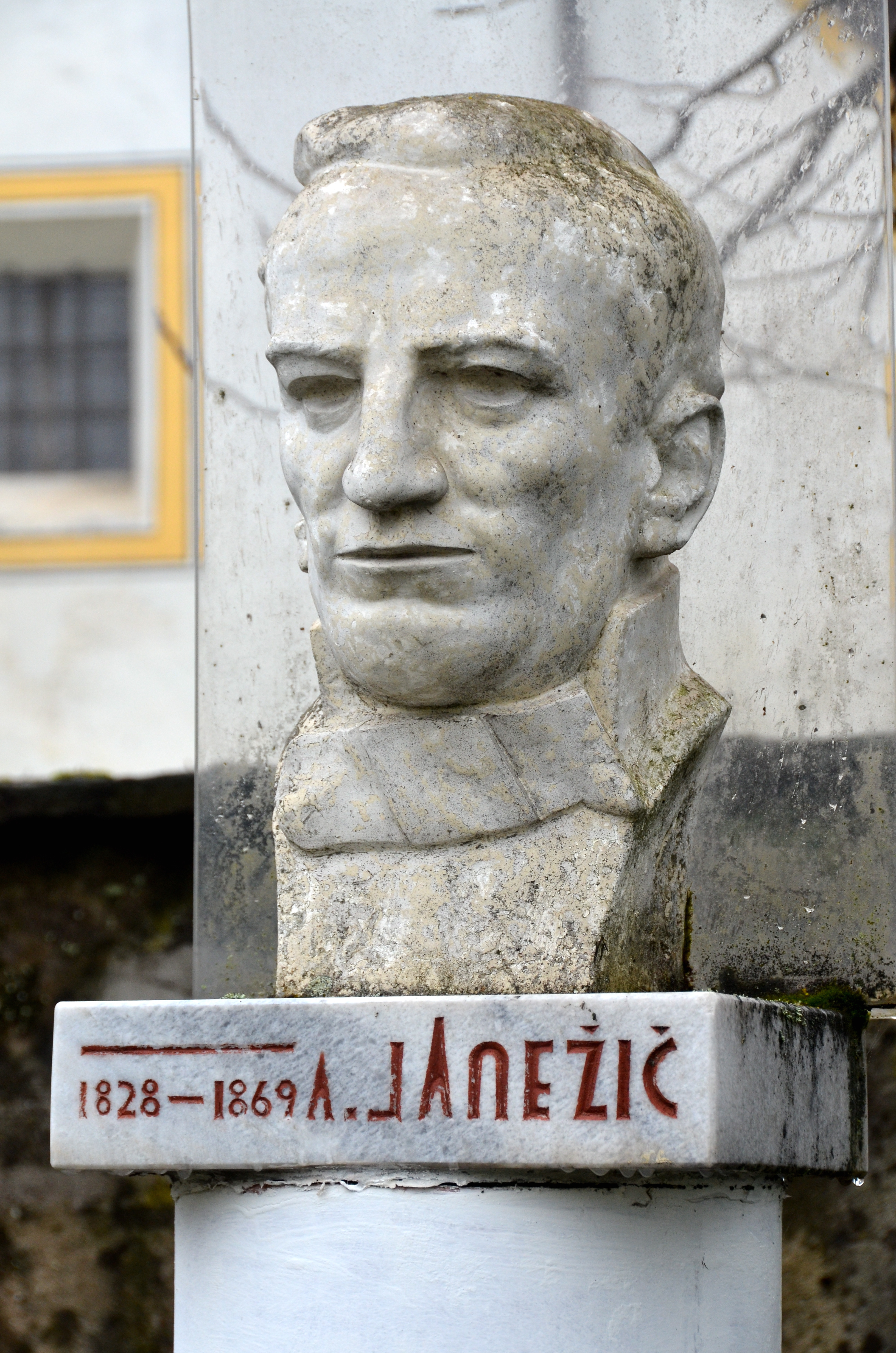
Büste von Anton Janežič im Kulturpark Suetschach (Kärnten)
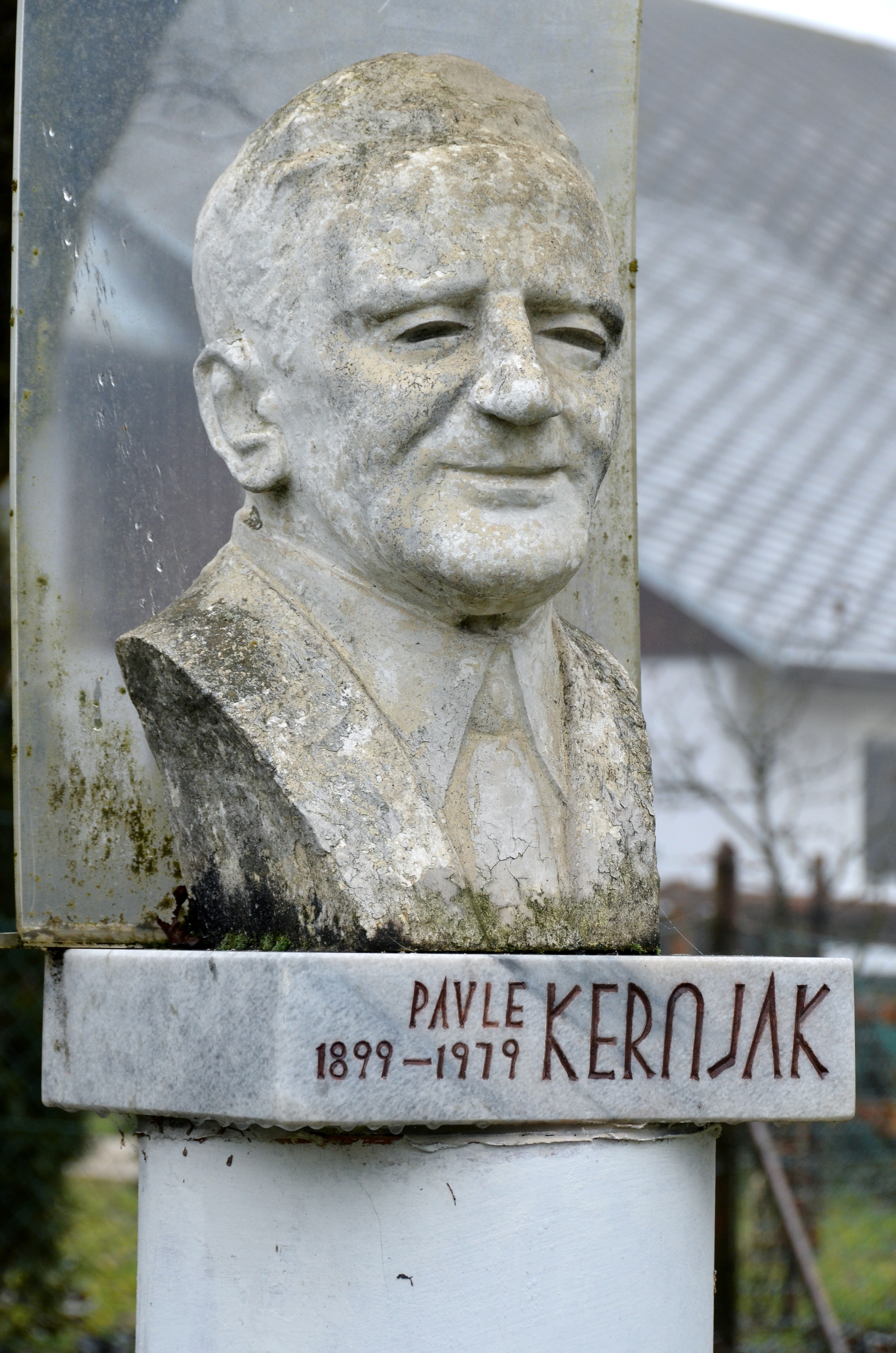
Büste von Pavle Kernjak im Kulturpark Suetschach (Kärnten)

## Werke (Auswahl)
- Büste des akademischen Malers Peter Markovič an der Pfarrkirche in Rosegg (Kärnten)
- Büsten von Persönlichkeiten im Kulturpark Suetschach